# Full Circle (magazine)
Pour les articles homonymes, voir Full Circle.

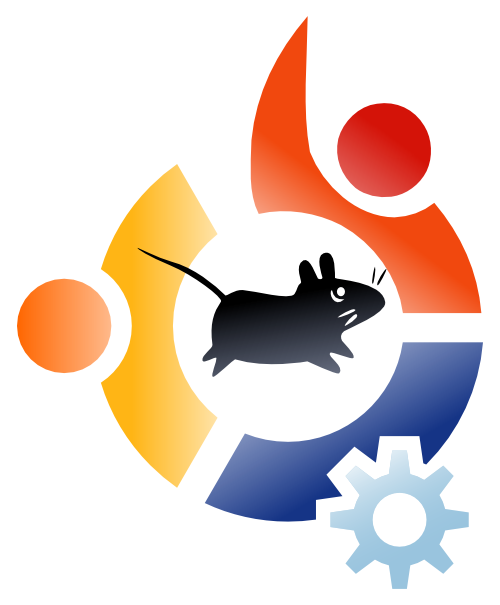
Logo du Full Circle Magazine

Le Full Circle Magazine est un magazine en ligne anglophone amateur gratuit ayant pour sujet la distribution GNU/Linux Ubuntu et ses dérivés Kubuntu, Xubuntu et Edubuntu et évoque parfois les autres distributions dérivées d'Ubuntu comme Zorin OS.

## Présentation
Le magazine se définit lui-même comme étant le magazine de la communauté Ubuntu.
Le numéro 0 du magazine est paru le 15 avril 2007. N'étant qu'un numéro dit de test, le premier numéro officiel du Full Circle Magazine (no 1) est paru en juin 2007.
Il est à noter qu'une nouvelle édition parait environ tous les mois.
L'éditeur britannique du Full Circle Magazine se nomme Ronnie Tucker.

## Production
Les articles sont de préférences envoyés à la rédaction au format Libre Office Writer (.ODT) et sont mis en page avec Scribus, pour être ensuite publiés en ligne au format PDF.

## Traduction

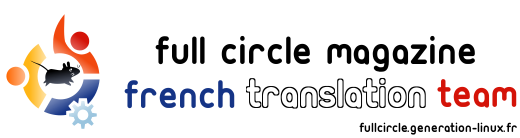
Logo de l'équipe française de traduction du Full Circle Magazine

Une équipe de traduction française  comprenant environ 30 personnes a été créée le 17 février 2009.

## Licence
Le magazine est publié sous la licence Creative Commons by-sa 3.0